# Allen-Gletscher (Alaska)
Der Allen-Gletscher ist ein Gletscher im US-Bundesstaat Alaska. Er befindet sich im Chugach National Forest 60 km ostnordöstlich von Cordova.

## Geografie
Der 28 km lange Allen-Gletscher hat sein Nährgebiet auf 1000 m Höhe in den Chugach Mountains nordwestlich von Mount Williams. Dieses grenzt im Süden an die Nährgebiete von Sheridan- und Childs-Gletscher. Der im Mittel 2,7 km breite Allen-Gletscher strömt in östlicher Richtung und endet 5 km vor dem Westufer des Copper River. Die Gletscherzunge befindet sich 13 km nördlich der Miles Glacier Bridge, auch bekannt als Million Dollar Bridge, am östlichen Ende des Copper River Highway. Unterhalb der Gletscherzunge befindet sich ein 3,5 km langer Gletscherrandsee, der über den 6 km langen Allen River zum Copper River abfließt.

## Namensgebung
Benannt wurde der Gletscher zu Ehren von Henry Tureman Allen (1859–1930), einem US-Offizier, der 1885 die Gegend erkundete und später bis zum Generalmajor aufstieg und von 1919 bis 1923 Kommandierender General der amerikanischen Truppen in Deutschland war.